# Valeri Koebasov
Valeri Nikolajevitsj Koebasov (Russisch: Валерий Николаевич Кубасов) (Vjazniki, oblast Vladimir, 7 januari 1935 – Moskou, 19 februari 2014) was een Russische kosmonaut. Zijn vader was monteur. Koebasov zei jaren later dat hij opgroeide in een wereld van moeren, bouten en tandwielen. Na het doorlopen van voortgezet onderwijs begon hij in 1952 een studie aan het Luchtvaart Instituut van Moskou. Hij legde een voorkeur voor theoretisch onderzoek aan de dag. Hij schreef meerdere wetenschappelijk onderzoeken betreffende baanberekeningen van ruimtevaartuigen op zijn naam en was Master of Science in luchtvaarttechniek. Na het behalen van zijn diploma in 1958, accepteerde hij een betrekking bij een ontwerpbureau OK-B1, geleid door chef-ontwerper Sergej Koroljov. In eerste instantie besloeg zijn werkterrein ballistisch onderzoek. Later droeg hij bij aan het ontwerp van de Voschod capsule, gebruikt tijdens de eerste ruimtewandeling in de geschiedenis door Leonov.
Zijn hobby's waren films kijken en fotografie. Koebasov trad in het huwelijk met Ljoedmila Koerovskaja. Het echtpaar werd verblijd met een zoon en dochter.

## Selectie als kosmonaut
In 1966 drong hij door tot de trainingsselectie voor kosmonauten. Koebasov kwam als een van de zeer weinige burgerkandidaten door de medische keuring heen voor het uitvoeren van een ruimtewandeling tijdens de vlucht van Sojoez 2. Deze missie werd afgeblazen toen Vladimir Komarov de dood vond na de mislukte landing van Sojoez 1. Hij fungeerde als reserve voor Sojoez 4, maar hoefde niet in actie te komen. Zijn eerste vlucht maakte hij in 1969 met Sojoez 6, die bijna vijf dagen duurde. Koebasov verrichtte lasproeven in het luchtledig gemaakte werkcompartiment. De bemanning kwam goed weg. Na afloop van de proeven opende ze het tussenluik en ontdekte, dat het lasapparaat bijna een gat in de cabinewand brandde. De Sovjetmedia zetten hem in de schijnwerpers, want de gelijktijdig uitgevoerde Sojoez 7 en 8 missies mislukten. Na terugkeer reikten de autoriteiten hem zijn eerste Gouden Ster uit. Een voorgenomen koppeling ging de mist in. Voor Sojoez 10 stond hij wederom reserve; ook nu bleef hij aan de grond.
Koebasov stond op de rol voor Sojoez 11. Hij was samen met gezagvoerder Aleksej Leonov en kosmonaut-onderzoeker Pjotr Kolodin uitverkoren om de eerste koppeling uit te voeren met de laatste aanwinst van de Sovjet-Unie: ruimtestation Saljoet 1. Luttele uren voor lancering kreeg hij last van een, naar het zich liet aanzien, longinfectie (TBC). Hij maakte de artsen duidelijk dat hij gewoon in staat was om te vliegen. Enige uren naderhand bleek hij een onschuldige allergische reactie te vertonen. Toen was het kwaad echter al geschied; de reservebemanning had hun plaats reeds ingenomen. Leonov en Kolodin reageerden furieus op dit besluit. Beide mannen konden onmogelijk beseffen, dat hun een vreselijk lot bespaard bleef; Volkov, Dobrovolski en Patsajev vlogen op 6 juni 1971 hun dood tegemoet.
Koebasov en Leonov maakten in 1975 alsnog een gezamenlijke vlucht. Hun missie was onderdeel van het Apollo-Sojoez-testproject (ASTP), waarbij een Amerikaanse Apollo koppelde met een Russische Sojoez. De bemanningen bezochten elkaar en de missie gold uit publicitair oogpunt als groot succes. Beide kosmonauten ontvingen na afloop de Leninorde en de Gouden Ster. Het ASTP nam bijna zes dagen in beslag.
Nadat hij voor Sojoez 30 nogmaals reserve stond, maakte Koebasov in 1980 zijn laatste vlucht met Sojoez 36. Zijn metgezel was niet van Russische komaf, maar kwam uit Hongarije. In die tijd bood de Sovjet-Unie aan bevriende mogendheden de gelegenheid een eigen kosmonaut af te vaardigen. Koebasov en Farkas keerden na een verblijf van een week in Saljoet 6 terug naar de Aarde. Koebasov verbleef tijdens zijn drie missies in totaal 18 dagen, 17 uur en 57 minuten in de ruimte. Hij werd tweemaal tot Held van de Sovjet-Unie benoemd.

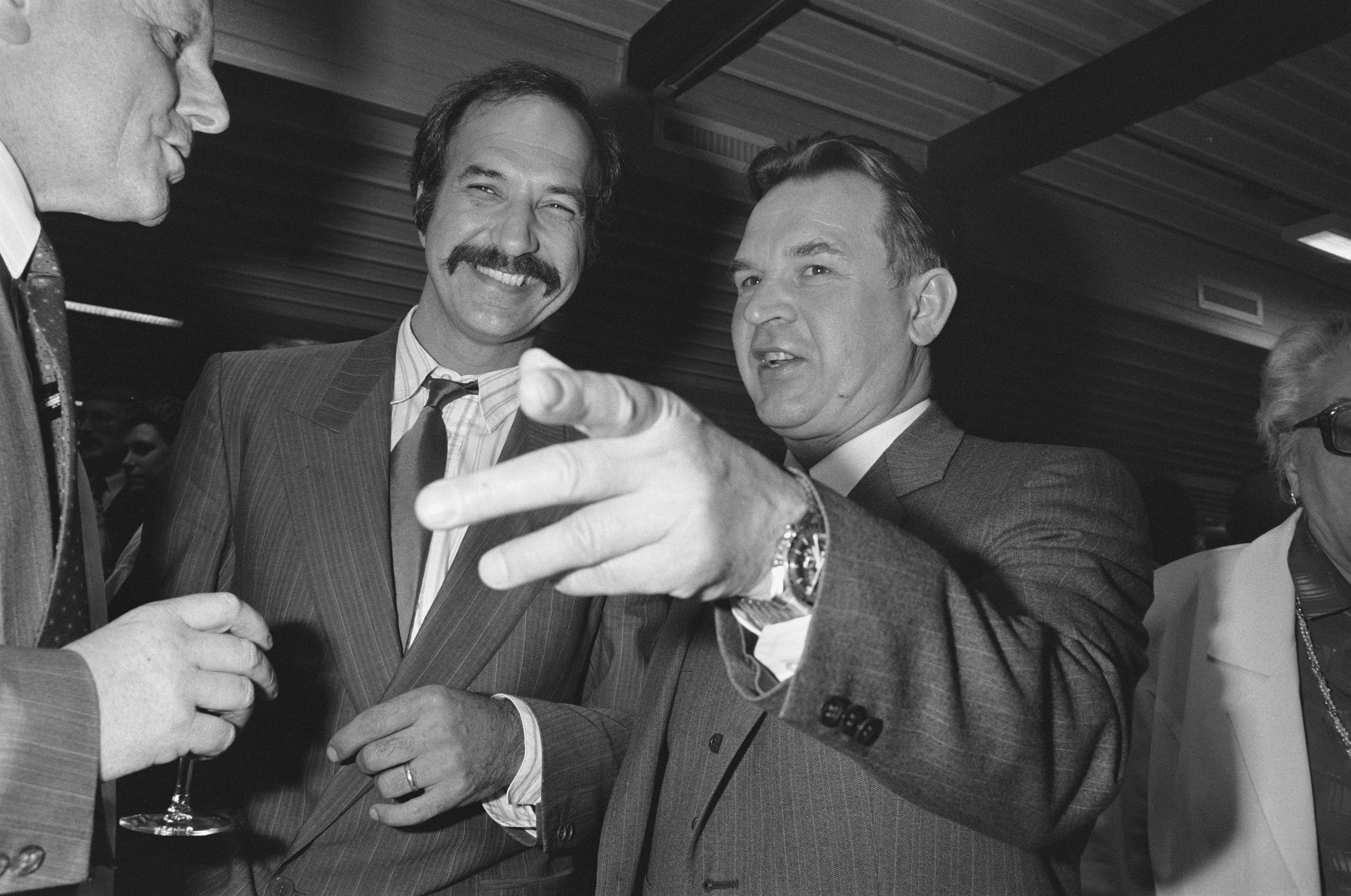
Ockels en Koebasov in 1988

## Latere jaren en overlijden
Koebasov was betrokken bij de ontwikkeling van het ruimtestation Mir (dat functioneerde 1986-1996). In 1988 was hij met de Nederlandse astronaut Wubbo Ockels eregast bij de opening van het planetarium bij Artis in Amsterdam. Koebasov verliet het kosmonauten-korps in 1993. Hij bekleedde vervolgens de post van adjunct-directeur bij RKK Energia. Dit bedrijf bouwt ruimtevaartuigen.

Valeri Koebasov overleed op 19 februari 2014 op 79-jarige leeftijd in Moskou na een kort ziekbed. Desalniettemin kwam zijn dood onverwacht.
RKK Energia omschreef hem in een verklaring als: 
...een sterke persoonlijkheid, een buitengewone man..." en "...een moedig instructeur, kosmonaut en testpiloot die een aanzienlijke bijdrage aan ruimteonderzoek en ontsluiering van de geheimen van het heelal leverde...